# Giorgio di Liechtenstein
Giorgio di Liechtenstein (Nikolsburg, 1360 circa – Sporminore, 20 agosto 1419) è stato principe vescovo di Trento dal 1390 al 1419.

## Biografia
Giorgio di Liechtenstein è nato a Nikolsburg (oggi Mikulov, in Moravia) attorno al 1360, da una famiglia aristocratica originaria del Castello di Liechtenstein (Austria), che successivamente darà il nome al Principato. Studiò diritto all'Università di Vienna.
Fu nominato principe vescovo di Trento nel 1390. 
Collegò il Castelvecchio del Castello del Buonconsiglio a Torre Aquila, che fece ristrutturare e affrescare con il Ciclo dei Mesi da un pittore conosciuto come Maestro Venceslao. Lo stesso principe vescovo sarebbe ritratto in uno dei dipinti. Probabilmente fu sempre lui a far costruire Torre Falco.
Tentò di smarcarsi dalla subordinazione della Diocesi nei confronti dei Tirolo, non riconoscendo l'alleanza si rifiutò fino al 1399 di sottoscrivere le compattate, ponendosi direttamente sotto l'autorità dell'imperatore. 
Tuttavia in questo periodo vi fu una decisa perdita di potere del vescovo nei confronti della città e della campagna. Nel 1407 il carico fiscale e le ingerenze tirolesi provocarono una rivolta generale a Trento, quindi nelle campagne e nelle valli, in seguito alla quale venne promulgato un abbozzo di statuto comunale. Sperando di ottenere l'appoggio militare della Repubblica di Venezia, i rivoltosi costrinsero il Liechtenstein all'esilio, mentre elessero Rodolfo Belenzani capitano del popolo. Privi però di appoggio esterno vennero sconfitti il 5 luglio 1409 dalle truppe di Federico IV d'Asburgo. 
Lo stesso Liechtenstein ebbe però dei contrasti con Federico IV per cui poté tornare a Trento solo per poco tempo.
Il 5 giugno 1411 fu creato cardinale dall'Antipapa Giovanni XXIII, ma rifiutò promettendo obbedienza a Papa Martino V.
Tornò a Trento nel 1418 ma l'anno successivo fu nuovamente costretto a lasciarla, rifugiandosi nel castel Sporo a Sporminore, dove morì probabilmente avvelenato il 20 agosto 1419.